# 阿尔多纳
阿尔多纳（Aldona），是印度果阿邦North Goa县的一个城镇。总人口6320（2001年）。

## 人口
该地2001年总人口6320人，其中男性2933人，女性3387人；0—6岁人口569人，其中男293人，女276人；识字率79.45%，其中男性为84.35%，女性为75.20%。